# 金田一少年の事件簿 (山田涼介のテレビドラマ)
『金田一少年の事件簿』（きんだいちしょうねんのじけんぼ）は、同名漫画『金田一少年の事件簿』を原作とした日本のテレビドラマ。

## 概要
BGMは初代・堂本剛版を手がけた見岳章が担当し、初代で使用した音楽も使用するなど、原点回帰を果たした作品となっている。2013年に単発ドラマ「香港九龍財宝殺人事件」、2014年に「獄門塾殺人事件」の2作品が放送された後、『金田一少年の事件簿N（neo）』のタイトルで連続ドラマが同年7月から9月にかけて放送された。
『N（neo）』では容疑者リストが復活されたが、第2シリーズとは演出が異なっている（第1話のオープニング+CM後に表示された容疑者リスト以外は、CM前に表示、死亡者が確定した場合は反転かつ写真が白黒になり「DEAD」の文字が表示されるなど）。
本作での不動高校の制服は、初代・堂本剛版のものと同じデザインの制服が使用されている。
美雪役の川口は、「香港九龍財宝殺人事件」では美雪役だけでなく、美雪にそっくりなファッションモデルの女性の役も演じており、初代のともさか以来となる一人二役での出演を経験している。
犯人が何らかの形で死を迎えるケースを原作としたエピソードが存在するが、二代目ドラマ版同様に死亡しない形に変更されている。

## 主要人物
金田一一（きんだいち はじめ）
演 - 山田涼介（Hey! Say! JUMP）
不動高校2年生。ミステリー研究部所属。
基本的におちゃらけた快活な性格で情に厚い親分肌。高所恐怖症だが、高低差の低いところを平気で飛び降りる・スケートボードの腕前はプロ並みなど運動神経は抜群。女好きで美雪へのセクハラ行為やひょうきんな言動、勉強が苦手な部分などは原作と共通している。だるま饅頭とおっぱいが大好物。『香港九龍財宝殺人事件』でのみドラマ版では唯一原作と同じ後ろで小さく髪を括った髪型が再現されている。
七瀬美雪（ななせ みゆき）
演 - 川口春奈
不動高校2年生。ミステリー研究部所属。
明るく正義感の強い優等生など、原作に準じた設定になっている。また、原作ではふくよかなバストの設定だったが、今作では演じる女優の体型に合わせた変更が加えられた。
原作では未登場だった「雪影村殺人事件」にも、アニメ版と同じように事件自体には関わらないが序盤と終盤に登場している。
佐木竜二（さき りゅうじ）
演 - 有岡大貴（Hey! Say! JUMP）
不動高校1年生。ミステリー研究部所属。
お茶目な性格をしている原作とは違い、控え目で内罰的な性格。「獄門塾殺人事件」では村上草太と原作版の式部清子の代役として登場。アニメ版や過去のドラマ版では竜太に役割が置き換えられていた為、今作が映像作品初出演となる。
剣持勇（けんもち いさむ）
演 - 山口智充
警視庁刑事部捜査第一課警部。一を信頼しており、彼を支える。
連続ドラマ「N（neo）」より登場。初代と同様落ち着いた性格でさらに気さくな一面が加わり、原作よりも温和な印象を受ける。一のことは「金田一」ではなく、「はじめ」と呼んでいる。初登場となった「銀幕の殺人鬼」以前から面識があったようで、その事件では一に事件の詳細な情報を伝えた。「金田一少年の決死行」では一部設定を畠山高徳に継承したうえで、明智健悟の代役として登場。また、原作の「雪影村殺人事件」では未登場であるが、雪影村で殺害された被害者が別件で捜査している詐欺事件と繋がる可能性があるとして、殺害現場に現れる。今回の事件は知り合いが犠牲者ということを心配し、彼に手を引くよう提案するなど大人としての対応も見せている。
真壁誠（まかべ まこと）
演 - 浅利陽介
不動高校3年生。ミステリー研究部部長。大のオカルト好きで、オカルト調査を目的として一たちの行く先々へついて行った結果、事件に巻き込まれてしまう。
連続ドラマ「N（neo）」より登場。「銀幕の殺人鬼」では原作版の金田一二三の代役としても登場しており、本作のポアロは彼の飼い犬となっている。初代同様に好人物に改変されており、一との関係も良好である。
「金田一少年の決死行」では剣持が一命をとりとめ犯人を探るべく死を偽装した際、偶然現場に居合わせたことで事実を知り、剣持の依頼で彼の死が偽装であることを金田一に伝えるメッセンジャーという重大な役割を担ったり、「雪影村殺人事件」では夏に降る雪に興味を持ち佐木と共に一について行く。また「薔薇十字館殺人事件」では白樹紅音の代役として登場するなど、初代同様事件に関わることが多い。
畠山高徳（はたけやま たかのり）
演 - 宮下純一
警視庁刑事部捜査第一課の刑事で剣持の部下。一が事件の捜査に関わることに対しては容認するも、完全には信用していない様子。
連続ドラマ「N（neo）」より登場。「金田一少年の決死行」では剣持が明智の代役を務めたため、畠山が剣持の代役を担う。
李白龍（リー バイロン）
演 - ウー・ズン（日本語吹替：浪川大輔 → 東地宏樹）
台湾警察 → インターポールに所属する刑事。
「獄門塾殺人事件」では明智健悟の代役として登場。「香港九龍財宝殺人事件」の後にインターポールの捜査官に転身しており、国際指名手配されている高遠遙一を追っている。
高遠遙一（たかとお よういち）
演 - 成宮寛貴（幼少期：田中理勇）
「地獄の傀儡師」の異名を持つ犯罪プロデューサー。
本作では国際的に暗躍する犯罪者となり、原作で関与しなかった「香港九龍財宝殺人事件」に関与していたが、事件を一に解決されて以降彼に対して一目置くようになり、その他にも数々の犯罪にかかわってきたという設定。「獄門塾殺人事件」では赤尾一葉として文系グループの教師に扮する。「金田一少年の決死行」では「獄門塾」のリベンジとして一を陥れようとする。「薔薇十字館殺人事件」では自分の兄弟を守るために一との対決は一時休戦し協力体制をとる。原作よりも愉快犯かつドライさが目立つキャラクターになっているが、身内を大切にする一面も持っている。また、原作とは異なり自分が操った犯人に対し直接手を下したことはない。
黒河美穂（くろかわ みほ）
演 - 岡本あずさ
不動高校2年生。映画研究部で女優をしていたが、「銀幕の殺人鬼」での事件によって同部が廃部になったことでミステリー研究部に入部した。元は美貌と演技力を鼻にかけた鼻持ちならない性格だったが改心した。
連続ドラマ「N（neo）」より登場。
辻隼人（つじ はやと）
演 - 萩原利久
不動高校1年生。元映画研究部雑用係。黒河と同理由でミステリー研究部に入部した。
連続ドラマ「N（neo）」より登場。
星野かなえ（ほしの かなえ）
演 - 小島あやめ
不動高校1年生。元映画研究部雑用係。黒河、辻と共にミステリー研究部に入部した。
連続ドラマ「N（neo）」より登場。

## 香港九龍財宝殺人事件（単発ドラマ）
2013年1月12日21:00 - 22:54に日本テレビ開局60年特別番組の第1弾として放送。アジア各国・北米地域でも同日に放送された。東京ドラマアウォード2013で単発ドラマ優秀賞を受賞している。

### ゲスト
金龍東（キム ロンドン）
演 - V.I（BIGBANG）
留学生。
瀧川龍太（たきがわ りゅうた）
演 - 桐谷健太
ファッションプロデューサー。
楊蘭（ヤン ラン）
演 - 川口春奈（二役）（幼少期：畠山彩奈）
容姿が美雪と瓜二つのファッションモデル。
張永福（チャン ヨンフー）
演 - 矢野浩二
香港人プロモーター。
新力（シン リー）
演 - 小松拓也
チャンのアシスタント。
佐久間猛（さくま たける）
演 - 水田航生
瀧川のアシスタント。
劉艾薇（リュウ アイビー）
演 - ビビアン・スー（特別出演）
デザイナー会社「IVY LIU」社長。
楊美琴（ヤン メイジン）
演 - 福本幸子
老人の声
演 - 半海一晃
王龍（ワン ロン）
演 - エリック・ツァン
九龍皇帝。

### スタッフ
- 原作 - 天樹征丸 / 漫画 - さとうふみや『金田一少年の事件簿』
- 脚本 - 天樹征丸
- 音楽 - 見岳章
- 演出 - 木村ひさし
- 主題歌 - 山田涼介「ミステリー ヴァージン」[注 16]（ジェイ・ストーム）
- 音楽プロデュース - 志田博英
- VFXスーパーバイザー - 野崎宏二
- アクションコーディネーター - 諸鍛冶裕太
- 技術協力 - NiTRo、池田屋
- チーフプロデューサー - 神蔵克、大平太
- プロデューサー - 櫨山裕子、内山雅博（オフィスクレッシェンド）
- 制作協力 - オフィスクレッシェンド
- 製作著作 - 日本テレビ

## 獄門塾殺人事件（単発ドラマ）
2014年1月4日21:00 - 23:18に日本テレビ系で放送。原作と異なり一部登場人物が外国人に置き換えられている他、事件の舞台もマレーシアの密林の中となっており、前作同様に現地でロケが行われた。本作も日本テレビ開局60年特別番組の一つである。

### ゲスト
氏家貴之（うじいえ たかゆき）
演 - 北村一輝
獄門予備校主任教師。理系グループ担当。
濱秋子（はま あきこ）
演 - 波瑠
獄門予備校塾生。文系グループ。
霧沢透（きりさわ とおる）
演 - 栗原類
獄門予備校塾生。文系グループ。
林智雄（リン ジーション）
演 - リン・ボーホン（日本語吹替：堀田勝）
台湾本校の獄門予備校塾生。理系グループ。合宿のことについて色々と美雪に教える。
陳剣隆（チェン ジェンロン）
演 - RYU（日本語吹替：須田祐介）
台湾本校の獄門予備校塾生。文系グループ。
式部清子（しきべ せいこ）
演 - 三吉彩花
獄門予備校塾生。文系グループ。
梅素鶯（メイ スーイン）
演 - ジニー（日本語吹替：小暮智美）
台湾本校の獄門予備校塾生。理系グループ。
堂島耕平（どうじま こうへい）
演 - 笠原秀幸
獄門予備校副主任教師。文系グループ担当。
中屋敷学（なかやしき まなぶ）
演 - 前田公輝
獄門予備校塾生。文系グループ。自習室送りになる。
馬太知（マー タイチ）
演 - ニックン（2PM）
獄門予備校元塾生。韓国人。
溝岸刑事（みぞぎし）
演 - 緋田康人
警視庁に所属する刑事。
茂呂井連（もろい れん）
演 - 大石悠馬
獄門予備校外部生。元理系グループ。
おもちゃ売りの女性
演 - AMY MASTURA

### スタッフ
- 原作 - 天樹征丸 / 漫画 - さとうふみや『金田一少年の事件簿』
- 脚本 - 天樹征丸
- 音楽 - 見岳章
- 演出 - 南雲聖一
- 主題歌 - Hey! Say! JUMP「Ride With Me」（ジェイ・ストーム）
- チーフプロデューサー - 神蔵克
- プロデューサー - 櫨山裕子、内山雅博（オフィスクレッシェンド）
- マレーシアロケ共同制作 - Sistem Television Malaysia Berhad（TV3）
- 制作協力 - オフィスクレッシェンド
- 製作著作 - 日本テレビ

## 連続ドラマ（N）
『金田一少年の事件簿N（neo）』のタイトルでテレビドラマ化。2014年7月19日から9月20日まで毎週土曜21:00 - 21:54に、日本テレビ系の「土曜ドラマ」枠で全9話で放送された。連続ドラマとしては13年ぶり、今作で4作目となる新シリーズである。アニメ版と同時期に本放送が流されるのは初。これを記念し、双方の枠ではアニメの一とドラマの一が共演する予告映像も流されている。

### ゲスト

#### 第1話 銀幕の殺人鬼
蔵沢光（くらさわ ひかる）
演 - 神木隆之介（特別出演）
不動高校3年生で映画研究部部長で監督担当。世界的に有名な映画監督の蔵沢明を祖父に持つ。自主制作した映画「殺人鬼スコーピオン」で受賞した事がある。
美雪を一目見て主役に起用する事を決める。
泉谷シゲキ（いずみや シゲキ）
演 - 岡山天音
不動高校3年生。映画研究部脚本担当。主役の起用を巡って蔵沢と衝突し、怒って降板を申し出た。
真田コウジ（さなだ コウジ）
演 - 中川大志
不動高校3年生。映画研究部に所属する俳優。
門脇靖浩（かどわき やすひろ）
演 - 大和田健介
不動高校3年生。映画研究部撮影担当。
遊佐チエミ（ゆさ チエミ）
演 - 上白石萌歌
不動高校1年生。映画研究部雑用係。
本多影行（ほんだ かげゆき）
演 - 中島広稀
アクション俳優を目指していた青年。蔵沢たちが制作する自主映画「殺人鬼スコーピオン」のオーディションに合格し、参加していた。
生物学教師
演 - 桝太一（当時日本テレビアナウンサー）
体育教師
演 - 中西学
警察官
演 - 迫田孟彬

#### 第2話 ゲームの館殺人事件
麦林美佳（むぎばやし みか） / 菊川早苗（きくかわ さなえ）
演 - 高橋惠子
梢と町田が働いているバーのママ。
町田和哉（まちだ かずや）
演 - 上島竜兵
バーウェイター。
霜村生馬（しもむら いくま）
演 - 渡部豪太
志保の息子。ソムリエ見習い。
菊川梢（きくかわ こずえ）
演 - 福田彩乃
バーホステス。
宝樹滋（たからぎ しげる）
演 - 阿部翔平
ゲームプログラマー。
霜村志保（しもむら しほ）
演 - 山野海
アパレルメーカー「クロスユニバース」社長。
菊川早苗（きくかわ さなえ）
演 - ふせえり
失踪した梢の母。
ゾンビ
演 - 長谷川裕

#### 第3話 - 第4話 鬼火島殺人事件
椎名真木男（しいな まきお）
演 - 増田貴久（NEWS）
不動総合病院研修医。外科勤務医の息子。
加藤賢太郎（かとう けんたろう）
演 - 千葉雄大
不動総合病院研修医。外科部長の息子。
白石美穂（しらいし みほ）
演 - 大野いと
不動総合病院研修医。看護師の娘。
川島豊（かわしま ゆたか）
演 - 桐山漣
不動総合病院研修医。内科部長の息子。
森村圭一（もりむら けいいち）
演 - 前野朋哉
不動総合病院研修医。理事長の息子。
塚原伝造（つかはら でんぞう）
演 - 品川徹
研修所の管理人。
海老沢邦明（えびさわ くにあき）
演 - 間宮祥太朗
不動総合病院研修医。推理小説を書くという夢を親友の椎名と共有する。
海老沢恵子（えびさわ けいこ）
演 - 千葉雅子
邦明の母で百合の姉。看護師。
川崎洋三（かわさき ようぞう）
演 - 布施博
医師兼研修合宿担当の講師。
新谷百合（しんたに ゆり）
演 - 森口瑤子
アルバイト主任。恵子の妹。
医師
演 - 俵木藤汰
研修医
演 - 鈴木一希
看護師
演 - 辻本瑞貴
天気予報の声
演 - 菅谷大介（日本テレビアナウンサー）

#### 第5話 - 第6話 金田一少年の決死行
原作の舞台は香港だったが、本作では神奈川県に舞台が変更されており、それに伴って中国人として登場した人物は日本人に設定が変更されている。
南麗子（みなみ れいこ）
演 - 美波（幼少期：キッド咲麗花）
キングドラゴンホテルオーナー秘書。
友利圭（ともり けい）
演 - 佐藤二朗
神奈川県警刑事。
松岡修治（まつおか しゅうじ）
演 - KREVA
IT投資家。
四之宮徹（しのみや とおる）
演 - 駿河太郎
古美術商。
藤井文香（ふじい ふみか）
演 - 伊藤裕子
宝石商。
道場龍（みちば りゅう）/  狩谷純（かりや じゅん）
演 - 髙橋楓翔
子供コンシェルジュ。
神山康介（かみやま こうすけ）
演 - 林泰文
元投資コンサルタント。
狩谷周平（かりや しゅうへい）
演 - 半海一晃
考古学教授。
川上剛史（かわかみ たけし）
演 - 川上剛史
催眠術師。
教師
演 - 藤森慎吾（オリエンタルラジオ）
担当教科は国語。
アナウンサー
演 - 大森ヒロシ
医師
演 - 今野哲治
麗子の母親
演 - 川先宏美
リポーター
演 - 吉田亜子
店員
演 - 西島巧輔

#### 第7話 雪影村殺人事件
原作での雪影村は「桜の時期に雪が降る村」だったが、季節の変更により「盆の時期に雪が降る村」に設定が変更されている。
島津匠（しまづ たくみ）
演 - 須賀健太
高校2年生で元雪影中学校野球部エースピッチャー。中学3年生のときに肩を壊して野球を辞める。
立石直也（たていし なおや）
演 - 入江甚儀
高校2年生で元雪影中学校野球部キャッチャー。中学3年生のときに島津と共に野球部を退部。
魚住響四郎（うおずみ きょうしろう）
演 - 上遠野太洸
元雪影中学校軽音部。漁師。
太刀川都（たちかわ みやこ）
演 - 山下リオ
高校2年生で元雪影中学校マンガ研究会。絵本作家志望だが半ば諦めている。
社冬美（やしろ ふゆみ）
演 - 藤原令子
高校2年生。タレントの卵として活動し、目標は女優になることで何度も東京に足を運び、オーディションを受けている。中学時代はアイドル歌手志望。
蓮沼綾花（はすぬま あやか）
演 - 平祐奈
高校2年生で元雪影中学校テニス部部長。高校のテニス部が廃部になったため、時折中学校テニス部の指導に来ている。
葉多野春菜（はたの はるな）
演 - 小川涼
元雪影中学校美術部。1年前に自殺。
今井龍矢（いまい たつや）
演 - 小木茂光
雪影村に暮らす島津の父。
太刀川節子（たちかわ せつこ）
演 - 榊原郁恵
太刀川の母。
葉多野恵（はたの めぐみ）
演 - 中島ひろ子
葉多野春菜の母。
刑事
演 - 是近敦之
野球部員
演 - 森下大地

#### 第8話 - 第9話 薔薇十字館殺人事件
冬野八重姫（ふゆの やえひめ）
演 - 野波麻帆
フラワーアーティスト。
祭沢一心（まつりざわ いっしん）
演 - 中村靖日
バイオフラワー社社長。
月読ジゼル（つくよみ ジゼル）
演 - 藤井美菜
花詠みの歌人。
禅田みるく（ぜんだ みるく）
演 - 久世星佳
花織物師。
佐久羅京（さくら きょう）
演 - 須賀貴匡
薔薇写真家。
毛利御門（もうり みかど）
演 - 久保酎吉
薔薇十字館世話人。
皇翔（すめらぎ しょう）
演 - 橋本じゅん
皇フラワーチェーン経営者。禅田の元彼氏。
美咲蓮花（みさき れんか）
演 - 斉藤慶子
薔薇ブリーダー。
映画館の老人
演 - 二瓶鮫一
高遠の父親
演 - 石塚運昇
ホテルマン
演 - 間慎太郎
遺体安置所の刑事
演 - 山田将之
ウエートレス
演 - 夏月

### スタッフ
- 原作 - 天樹征丸[注 40] / 漫画 - さとうふみや『金田一少年の事件簿』（講談社漫画文庫）
- 脚本 - 高橋悠也
- 音楽 - 見岳章
- 演出 - 木村ひさし、狩山俊輔、山田信義
- 主題歌 - Hey! Say! JUMP「ウィークエンダー」（ジェイ・ストーム）
- 演出補 - 山田信義、丸谷俊平
- タイトルバック - 石田雄介
- 音楽プロデューサー - 志田博英
- 特殊メイク・造型 - 梅沢壮一
- アクションコーディネーター - 青木哲也
- スタント - 宇田卓也
- 警察・捜査アドバイザー - チーム五社
- チーフプロデューサー - 神蔵克
- プロデューサー - 櫨山裕子、荻野哲弘、内山雅博
- アシスタントプロデューサー - 西野真貴
- 制作協力 - オフィスクレッシェンド
- 製作著作 - 日本テレビ

### 特別企画
謎解きクイズキャンペーン ZIP!殺人事件
日本テレビ系の朝の情報番組『ZIP!』とのコラボ企画が2014年7月7日から21日まで開催された。架空の殺人事件現場となる日テレ汐留本社、東京スカイツリータウン・ソラマチにある「ツリービレッジ」、新宿駅東口駅前広場の3か所で、集められた情報と証拠品を基に5人の容疑者から真犯人を突き止めるという企画である。また、同番組内では7月7日から11日まで、佐木と真壁を主人公にしたスピンオフドラマも放送された。
ゲストキャスト
福地聡（チーフプロデューサー）、今井田彩（プロデューサー）、脇山浩一（プロデューサー）、桝太一（日本テレビアナウンサー）、山口達也（当時TOKIO）、MAKIDAI（EXILE）、関根勤、鈴木杏樹

## 放送日程
| 放送回                                                        | 放送日        | サブタイトル              | 脚本     | 演出       | 視聴率 |
| ------------------------------------------------------------- | ------------- | ------------------------- | -------- | ---------- | ------ |
| SP                                                            | 2013年1月12日 | 香港九龍財宝殺人事件      | 天樹征丸 | 木村ひさし | 14.8%  |
| SP                                                            | 2014年1月04日 | 獄門塾殺人事件            | 天樹征丸 | 南雲聖一   | 9.1%   |
| N（neo）[5]                                                   |               |                           |          |            |        |
| Neo.01                                                        | 2014年7月19日 | 銀幕の殺人鬼              | 高橋悠也 | 木村ひさし | 12.4%  |
| Neo.02                                                        | 7月26日       | ゲームの館殺人事件        | 高橋悠也 | 狩山俊輔   | 7.7%   |
| Neo.03                                                        | 8月02日       | 鬼火島殺人事件            | 高橋悠也 | 木村ひさし | 8.8%   |
| Neo.04                                                        | 8月09日       | 鬼火島殺人事件 完結編     | 高橋悠也 | 木村ひさし | 10.2%  |
| Neo.05                                                        | 8月16日       | 金田一少年の決死行        | 高橋悠也 | 狩山俊輔   | 7.4%   |
| Neo.06                                                        | 8月23日       | 金田一少年の決死行 完結編 | 高橋悠也 | 狩山俊輔   | 11.0%  |
| Neo.07                                                        | 9月06日       | 雪影村殺人事件            | 高橋悠也 | 山田信義   | 11.9%  |
| Neo.08                                                        | 9月13日       | 薔薇十字館殺人事件        | 高橋悠也 | 木村ひさし | 11.5%  |
| Neo.09                                                        | 9月20日       | 薔薇十字館殺人事件 完結編 | 高橋悠也 | 木村ひさし | 11.1%  |
| 平均視聴率 10.5%[6]（視聴率は関東地区・ビデオリサーチ社調べ） |               |                           |          |            |        |
- 8月30日は『24時間テレビ37 愛は地球を救う』を放送したため休止。
- 放送回表記はドラマ本編の字幕によるもの。番組公式ウェブサイトでは「File No.01」 - 「File No.09」を使用。

## 受賞歴
主題歌賞
- 東京ドラマアウォード2013
  - 優秀賞（単発ドラマ）日本テレビ『金田一少年の事件簿 香港九龍財宝殺人事件』

## 映像ソフト
バップより本シリーズ作品を収録した映像ソフトが発売されている。
| 商品名                                  | 収録内容                                                           |
| --------------------------------------- | ------------------------------------------------------------------ |
| 金田一少年の事件簿 香港九龍財宝殺人事件 | 香港九龍財宝殺人事件                                               |
| 金田一少年の事件簿 獄門塾殺人事件       | 獄門塾殺人事件                                                     |
| 金田一少年の事件簿N（neo） VOL.1        | 銀幕の殺人鬼（第1話）                                              |
| 金田一少年の事件簿N（neo） VOL.2        | ゲームの館殺人事件（第2話）、鬼火島殺人事件・前編（第3話）         |
| 金田一少年の事件簿N（neo） VOL.3        | 鬼火島殺人事件・完結編（第4話）、金田一少年の決死行・前編（第5話） |
| 金田一少年の事件簿N（neo） VOL.4        | 金田一少年の決死行・完結編（第6話）、雪影村殺人事件（第7話）       |
| 金田一少年の事件簿N（neo） VOL.5        | 薔薇十字館殺人事件（第8話 - 第9話）                                |

## オリジナル・サウンドトラック
- 金田一少年の事件簿N（neo） オリジナル・サウンドトラック / 見岳章（2014年9月10日）